# Electrofón

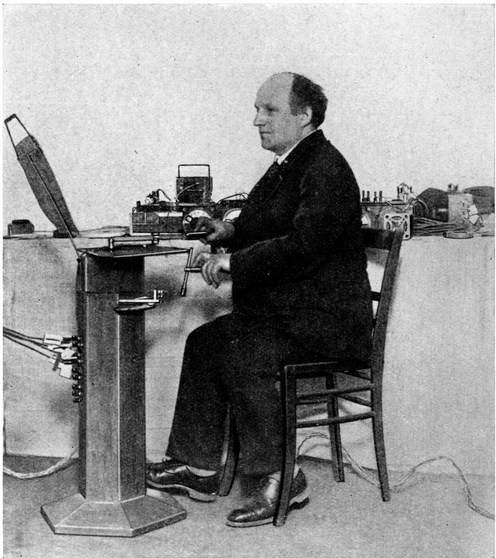
Jörg Mager tocando el electrofón.

El electrofón (electrophon) es un instrumento musical electrónico diseñado, en 1921, por Jörg Mager, para la casa Sphärophon de Berlín.
El electrofón no posee ningún teclado, está controlado por una manivela que se manipula, a través, de un dial semicircular que creaba un efecto continuo de glissando.
- Datos: Q11681415
- Multimedia: Spherophone / Q11681415